# Personaggi di American Dad!
Lista dei personaggi della serie animata American Dad!.

## Principali

### Stan Smith

Stan Smith nella sigla della serie animata.

Stanford Leonard "Stan" Smith  è il protagonista della serie e il capofamiglia. Stan Smith è un agente della CIA che, dopo aver lavorato come agente operativo sul campo, lavora alla sede centrale come esperto d'armi. Nella prima puntata della seconda stagione è stato promosso vice-vice direttore diventando così la terza persona più importante della CIA dopo il vice-direttore Bullock.
Stan è nato nel 1958 (confermato dalla sua lapide nell'episodio Che vinca lo Stan migliore) e ha frequentato la scuola superiore John De Lorean. L'incontro con sua moglie Francine avviene nel 1980 quando entrambi erano al college e nello stesso anno si sposarono.
Nonostante Stan creda fermamente di essere un buon padre di famiglia, spesso causa problemi ai suoi familiari con i suoi principi da americano modello dando, per esempio, enorme importanza alla popolarità a scuola. Stan è xenofobo e sospettoso. È così orgoglioso dell'essere americano che odia tutte le cose straniere. Odia anche essere considerato effeminato, visto il suo spiccato maschilismo; infatti crede che sua moglie dovrebbe stare a casa a fare le faccende domestiche e cucinare i pasti, e uscire di casa solo sotto scorta e inoltre cerca sempre di non piangere credendo che sia una cosa da donna. Ha inoltre l'abitudine di fissarsi su un'idea e di escludere le opinioni altrui. Non si fa scrupoli inoltre ad usare le risorse della CIA per i più svariati motivi, facendo seguire la moglie da interi plotoni di agenti o facendo espatriare le persone a lui non gradite. Viene spesso mostrato che prende avventatamente misure estreme in modi che sono vistosamente distruttivi, disastrosi e pericolosi per la vita degli altri. A peggiorare le sue misure estreme, Stan è completamente sconsiderato e insensibile, quindi non si ferma a pensare a come gli altri sono influenzati negativamente, né gli importa.
Essendo fortemente repubblicano, storce il naso di fronte ad argomenti come l'aborto o il controllo delle armi. All'inizio della serie ha dei forti pregiudizi contro gli omosessuali. Il suo odio per i liberal è motivo di numerosi scontri verbali con sua figlia Hayley. È anche membro della National Rifle Association of America. 
Stan va sempre in giro portandosi dietro la sua pistola che utilizza come arma da difesa nonostante in innumerevoli casi egli la punti addosso a chiunque lo infastidisca oltre misura, cerchi di attaccarlo direttamente, oppure anche solo per divertimento.
Nella versione originale è doppiato da Seth MacFarlane. In italiano è doppiato da Pino Insegno.

### Francine Smith
Francine Smith (cognome da nubile Ling nata Dawson) è la moglie di Stan Smith e la madre di Steve e Hayley.
Francine è lo stereotipo della perfetta moglie e madre casalinga che ama il marito e i figli, sempre dolce e disponibile. Tuttavia sa essere molto violenta; infatti, in vari episodi, prende parte a zuffe o addirittura a scontri mortali. Ha un passato da ragazza "facile". Nonostante appaia a volte come una donna piuttosto sciocca, in varie occasioni si dimostra molto più saggia e assennata del marito Stan.
Francine nasce in una famiglia ricca, dai coniugi Nicholas e Cassandra Dawson, che però l'abbandonano da piccola. Francine vive in orfanotrofio la sua infanzia, finché non viene adottata da Mama e Baba, una coppia cinese. Da bambina era mancina, ma all'orfanotrofio non era permesso dalle suore usare la sinistra.
In originale è doppiata da Wendy Schaal, mentre in italiano è doppiata da Claudia Razzi.

### Hayley Smith
Hayley Frantumasogni Smith è la figlia maggiore della famiglia Smith.
Diversamente dal padre e dal fratello, Hayley è liberal, spesso aiuta i senzatetto ed è una fumatrice occasionale di marijuana; era una vegetariana rigorosa, anche se con l'avanzare della serie ha abbandonato il suo vegetarianismo per passare ad una dieta normale. È piuttosto hippie, come testimoniano l'abbigliamento, soprattutto la bandana verde a fiorami e la collana con il pendente pacifista. Hayley sembra essere un'esperta sulla storia americana delle donne e promuove i loro diritti. Ciò causa numerosi accesi dibattiti con Stan. Quando Hayley era più piccola aveva invece degli ottimi rapporti col padre dal quale si allontanò per l'amore di Stan per le armi. Vive ancora con i suoi genitori e per un periodo ha frequentato l'università della Comunità di Groff, anche se successivamente ha abbandonato gli studi e ciò è causa di dissapori con il padre. Nell'episodio La killer dei reni Hayley finisce in coma e in questo frangente Francine confessa a Stan che lui potrebbe non essere il padre naturale di Hayley in quanto pochi giorni prima del matrimonio si era ubriacata e drogata per poi tradire il futuro marito con un ragazzo di nome Joel Larson. Alla fine dell'episodio Stan sceglie di non voler scoprire chi sia il vero padre di Hayley.
Hayley ha un ragazzo quasi fisso chiamato Jeff Fischer, il quale è un vegetariano come lo era lei e fanno uso di marijuana insieme. Una volta Hayley ha lasciato Jeff perché era troppo remissivo. Durante questo periodo, ha dormito con il capo di Stan, il Vice-Direttore della CIA Bullock, nonostante egli sia un conservatore. Hayley più tardi lasciò Bullock per tornare con Jeff. In un altro episodio ha avuto un flirt con il koala Reginaldo. Nel primo episodio della settima stagione Hayley sposerà Jeff contro il volere del padre che, a seguito di questo fatto, la disconoscerà per poi riammetterla nella famiglia insieme a Jeff dopo che gli salveranno la vita nel sesto episodio della stagione. Nell'ottava stagione Jeff, a seguito di un intrigo di Roger per tornare a girare per casa senza doversi mascherare, verrà rapito dagli alieni e di lui non si saprà più niente fino alla dodicesima stagione dove, dopo essere sfuggito agli alieni che l'avevano rapito, è stato catturato da un'altra razza di alieni che dopo aver ottenuto da lui le informazioni necessarie spedendo un suo clone col cervello di uno dei loro scienziati sulla Terra per studiarla, l'ha ucciso. Hayley devastata per questo piange la morte di Jeff, tanto da commuovere lo scienziato alieno che, con disappunto di Stan, si convince a sacrificare la propria vita affinché il cervello di Jeff possa essere impiantato nel corpo del clone e riportarlo così in vita. Jeff e Hayley tornano dunque insieme.
In originale è doppiata da Rachael MacFarlane, mentre in italiano è doppiata da Antonella Baldini.

### Steve Smith
Steven Anita Smith è il figlio minore della famiglia Smith.
Nonostante la disapprovazione di suo padre, che lo vorrebbe vedere popolare a scuola e forte negli sport come il modello del perfetto figlio statunitense, Steve è un ragazzino piuttosto pigro e impacciato, e passa il tempo con i suoi amici giocando a Dungeons & Dragons, ai videogiochi, fingendo di suonare strumenti musicali, o fingendo di essere i personaggi di Star Trek. Malgrado sia considerato dislessico può leggere e capire la lingua elfica ed è in grado di comunicare con i delfini. Sembra essere innamorato della sorella di Toshi, uno dei suoi amici.
Steve è studente alla Pearl Bailey, dove è particolarmente sfortunato con le ragazze. Steve vede il padre come proprio modello e lo sostiene sempre, ma la sua ingenuità lo porta spesso a seguire i consigli o le convinzioni di suo padre, apparentemente alla cieca. Spesso Stan cerca, a modo suo, di migliorare la vita di Steve o i suoi rapporti sociali, con scarsi risultati. La madre di Steve, Francine, non si preoccupa che Steve sia un nerd ed è più protettiva verso di lui, vedendolo come il suo "bambino". Steve non condivide molti interessi con sua sorella, Hayley, che spesso lo rimprovera per i suoi atteggiamenti. Ha spesso delle idee fuori dall'ordinario per elevare il proprio status sociale. Ha tre amici, Snot, Toshi e Barry, ma il suo miglior amico è Roger, l'alieno membro della sua famiglia. Spesso i due giocano insieme ai videogiochi, si aiutano a vicenda e escogitano piani insieme. La tendenza di Steve a gonfiare il proprio ego però, unita alla natura facilmente irritabile e vendicativa di Roger, spesso porta quest'ultimo a maltrattare fisicamente o fare scherzi pesanti a Steve.
In originale è doppiato da Scott Grimes, mentre in italiano è doppiato da Paolo Vivio.

### Roger
Roger Smith è un alieno che è stato liberato da Stan Smith dall'area 51, per riconoscenza dopo che questi gli ha salvato la vita. Roger si è innamorato della Terra, dei suoi abitanti e dei loro modi di vivere, adattandosi alla vita umana nei peggiori dei modi: leggendo giornali o riviste di moda e di pettegolezzi, mangiando "cibo spazzatura" e abusando di alcool e sostanze stupefacenti. Ama particolarmente il corpo umano, cercando più volte nella serie di avere relazioni amorose con umani. Ha 1 600 anni come dirà nella puntata 1.600 candeline e in una puntata rivela di essere arrivato sulla terra nel 1947, nello schianto di Roswell nel Nuovo Messico. Per molto tempo Roger ha creduto che la ragione per cui era finito sulla Terra è che doveva ritenerla meritevole di esistere o meno, ma quando lui e Stan ritrovano la sua vecchia navicella l’alieno scopre che in realtà lo schianto sulla Terra era solo un crash test per valutare i sistemi di sicurezza del mezzo di trasporto spaziale, e che Roger doveva unicamente fungere da manichino.
Spesso sarcastico e dalla personalità mutevole, è amante dell'arte e dei pettegolezzi. È il miglior amico di Steve; non gli è permesso di uscire di casa, ma spesso viola questa restrizione camuffandosi con stravaganti costumi per non farsi riconoscere come extraterrestre dalle altre persone, creandosi così veri e propri alter ego. Roger spesso si immedesima troppo quando impersona uno dei suoi alter ego, arrivando a costruire attorno a loro delle vere e proprie storie. I vari personaggi interpretati da Roger svolgono spesso un ruolo primario nella storia oltre a servire ad amplificare la sua natura androgina e pansessuale, che varia a seconda della situazione e del personaggio che interpreta.
Cinico, pigro ed amorale, Roger è perennemente alla ricerca del lusso e del piacere facile e per questo in diversi episodi finisce sempre col mettersi nei guai. In molti episodi è estremamente cattivo con Hayley, soprattutto per la sua personalità definita mascolina e poco attraente, per il suo stile di vita hippie e libertino, oppure per il suo modo di vestire. Durante i vari episodi vengono mostrate o scoperte particolari abilità, più o meno utili, connesse con la natura extraterrestre di Roger, e non raramente si tratta di capacità di cui lui stesso era inconsapevole.
In originale è doppiato da Seth MacFarlane, mentre in italiano da Franco Mannella.

### Klaus
Klaus Heisler è il pesce rosso parlante (una volta umano) della famiglia Smith.
Klaus era un campione olimpico di salto con gli sci della Germania Est, sino a quando il suo cervello fu scambiato dalla CIA con quello di un pesce rosso per impedirgli di vincere la medaglia d'oro ai Giochi olimpici invernali del 1986 (anche se nella realtà in quell'anno non vi furono Olimpiadi invernali). Il nuovo Klaus prese quindi residenza dalla famiglia Smith divenendo loro animale domestico. Numerose volte tenta di appropriarsi di un corpo diverso da quello di un pesce.
Klaus sembra essere in grado di respirare finché almeno una parte del suo corpo è immersa nell'acqua. Infatti è spesso mostrato mentre si trascina con le zampe anteriori sul pavimento in una bacinella d'acqua poco profonda. È inoltre in grado di sopravvivere in qualsiasi tipo di liquido.
Klaus parla con un accento tedesco particolarmente marcato. Il suo carattere presenta vari stereotipi relativi ai tedeschi: megalomania, rigidità, tendenze sessuali sadiche. Una sua gag caratteristica prevede l'allusione al passato della Germania (specialmente durante la dittatura nazista), salvo poi svelare che si trattava di un malinteso, anche se in alcuni episodi mostra tendenze antisemite.
Nonostante le apparenze, Klaus in certi casi prova un profondo odio e disprezzo per tutta la famiglia Smith che non lo considera quasi mai. Klaus odia soprattutto Stan, per averlo condannato a vivere in un corpo da pesce rosso. È attratto da Francine, e non ne fa mistero. Andando avanti con la serie cerca qualsiasi metodo per passare del tempo con gli altri personaggi, che spesso lo ignorano.
In originale è doppiato da Dee Bradley Baker, mentre in italiano da Roberto Stocchi.

## Parenti di Stan Smith

### Jack Smith
Ladro, bugiardo ed egocentrico, il padre di Stan gli ha sempre fatto credere di essere un agente segreto, cosa che ha poi spinto il figlio a seguire questa carriera. In realtà, Jack è un ladro di gioielli. Un esempio della sua bassezza si ha nell'ottavo episodio della prima stagione, in cui finge di essere un buon padre per Stan, così da mascherare le sue vere intenzioni. Usa infatti suo figlio come complice, raccontandogli di essere un agente della cosiddetta, Alleanza Scarlatta. Alla fine dell'episodio, si scopre la verità sul suo conto. Jack fisicamente rassomiglia al figlio, anche se si presenta con una benda nera sull'occhio destro. Nonostante nei primi episodi il rapporto tra Jack e Stan non fosse buono a causa dei tradimenti del padre, nella sua più recente apparizione, quarta stagione, episodio tredici, Papà galeotto, i due sembrano essersi riavvicinati. Nell'ottavo episodio della decima stagione, Minstrel Krampus, Jack rivela di essere di origini tedesche e diviene il nuovo Krampus al posto del vecchio ucciso da Babbo Natale, che da bambino aveva imprigionato in una vecchia pentola.

### Betty Smith
È la madre di Stan, a cui lui è morbosamente legato dopo che il padre li ha lasciati. Dopo esser stata abbandonata da Jack Smith, Stan ha sempre evitato alla madre Betty qualsiasi frequentazione con altri uomini, poiché riteneva che questi avrebbero potuto deluderla. Nonostante ciò, sposerà Hercules, il macellaio greco di fiducia di Francine. Betty ed Hercules andranno successivamente a vivere in Grecia. Nella quarta puntata della nona stagione, intitolata, Patrigno americano, Hercules muore. Betty si trasferisce quindi nell'attico della casa di Stan, dove incontra Roger che si presenta sotto la falsa identità di Tom Yabbo, istruttore di yoga. I due si sposano e partono in viaggio di nozze alla cascate del Niagara. Qua Betty ha in realtà intenzione di uccidere Tom per incassare la polizza di assicurazione sulla vita che aveva precedentemente stipulato, in modo da realizzare il suo sogno di vivere mantenendosi da sola. Nonostante il tentativo di Stan di salvargli la vita, Tom cade nelle cascate. Tuttavia poi vede Roger alla guida di un gruppo di turisti e si tranquillizza sulla sua salvezza. Betty riesce poi ad incassare la polizza dall'assicurazione, e si trasferisce a Parigi, dove la vediamo in un cinema intenta a vedere il film, Fast and Furious 7.

### Nicholas "Rusty" Smith
È il fratellastro di Stan; vive del Midwest degli Stati Uniti d'America. È nato da un rapporto occasionale tra Jack Smith, il padre di Stan, ed una nativa americana. In un episodio della settima serie, sesto episodio, Eredità contesa, si scopre che gli Smith invitano ogni anni, lui e la sua famiglia, composta dalla moglie e da un figlio, anch'essi di origini indigene, alla festa del ringraziamento, in modo che Stan si possa vantare della bella casa in cui abita, pensando che il fratello viva in un teepee. Tuttavia un anno decidono di far visita alla casa del fratello e scoprono che possiede un'enorme villa in stile romano, con tanto di piscine, chef e sala giochi con realtà virtuale. La grande ricchezza si spiega dal fatto che alla morte del nonno, Stan ha ricevuto dei soldi, mentre Nicholas un terreno, che in seguito scopre essere un giacimento di rame. Nicholas condivide come Stan il vanto di avere invitato i familiari facendogli vedere le ricchezze che possiede. È all'oscuro del fatto che Stan tenga in casa propria un alieno: Roger.

### Joanna Smith
È la moglie con cui Stan convolerà temporaneamente a nozze. Stan incontra Joanna in un poligono di tiro e scopre di avere degli interessi in comune. Divorzieranno quasi subito, ma solo dopo che Stan avrà fatto cinque volte sesso con lei. Joanna dopo il divorzio otterrà la custodia congiunta di Steve con Francine, nonché metà di casa Smith. Joanna ha lo stesso carattere autoritario ed impulsivo di Stan e non rifiuta mai una sfida.

## Parenti di Francine Smith

### Baba e Mama Ling
Gli orrendi genitori adottivi asiatici di Francine. Presentano tutti gli stereotipi occidentali negativi sui cinesi: invadenti, parsimoniosi, non tengono molto all'igiene e fanno continuamente sfoggio della loro millenaria cultura propinando ai familiari svariati rimedi naturali. Hanno una figlia naturale, Gwen, a cui hanno destinato tutti i loro averi dopo la morte. Baba Ling ammette con Stan di ritenere sua figlia Gwen una cretina e la ragazza li ha profondamente delusi per essere stata bocciata in matematica, poiché secondo loro un cinese che non riesce in matematica è un totale incapace. Sono sicuri che in futuro Gwen avrà grossi problemi, spiegando tale motivo a Stan credendo di più in Francine che, secondo loro, sarà in grado di cavarsela meglio nelle situazioni peggiori. Nonostante i loro difetti, sono molto affezionati a Francine, le vogliono veramente bene, al contrario dei veri genitori che l'abbandonarono per poter viaggiare in prima classe in aereo. Quando Stan si trova fra scegliere tra i veri genitori di Francine e quelli cinesi adottivi, incita la moglie che sono Baba e Mama Ling i suoi veri genitori poiché essi si sono sempre preoccupati per lei in ogni situazione. È interessante come i Ling, nella puntata, Grosso guaio a Little Langley, arredino l'abitazione degli Smith in stile Washitsu, con ad esempio la tavola kotatsu, in realtà aspetti non della cultura cinese, ma dell'odierna cultura giapponese. Giova precisare che "Bàba" e "Màma" sono gli equivalenti, in Cinese Mandarino, di "Papà" e "Mamma" - i loro veri nomi non sono mai stati rivelati nella serie televisiva, mentre "Ling" (凌) è un cognome cinese tradizionale.

### Gwen Ling
È la figlia di Bàba e Māma Ling; i suoi genitori le hanno intestato ogni loro avere perché, a loro dire, Gwen è un'inetta. Fa la modella, e pare essere molto attraente, tanto che Stan non ha mai nascosto di provare attrazione nei suoi confronti, come anche suo nipote Steve. Non va d’accordo con la sorellastra Francine dopo un incidente che ha distrutto il loro college.

### Nicholas e Cassandra Dawson
I veri genitori di Francine, milionari; hanno abbandonato Francine quando era piccola per poter viaggiare in prima classe. Vengono rintracciati da Stan, che li cerca appena si stufa della presenza di Bàba e Māma Ling in casa. Stan li conduce a casa sua dopo che Francine ha cacciato di casa Bàba e Māma. Stan però resta intrappolato in un incendio divampato in casa, ed è grazie a Bàba che si salva. Si rende quindi conto che Māma e Bàba sono dei bravi genitori, mentre Nicholas e Cassandra, che lo avevano invece abbandonato a morire tra le fiamme e che cercano di convincerlo con doni materiali, non sono affatto brave persone: Stan prende quindi la sua decisione e caccia i Dawson di casa.

## Famiglia Fischer

### Jeff Fischer
Jeff Fischer è il marito di Hayley. Si sa che è piuttosto stupido, ama abbracciare le persone, talvolta si droga e condivide gli stessi interessi di Hayley, sebbene quest'ultima lamenti il fatto che Jeff risulti troppo appiccicoso nei suoi confronti. I rapporti con suo padre Henry sono scarsi d'affetto. Nel corso della seconda serie, episodio diciannove, Custodia congiunta, emerge che sua madre lo ha abbandonato prima della nascita, facendolo nascere nel furgone dove Jeff vive attualmente, serie uno, episodio tre, Papà ci sa fare. Jeff confida a Stan che considera suo zio Frank la sua vera figura paterna. Sempre nell'episodio, Custodia congiunta, Stan scopre che Jeff è ricercato dalle Autorità dello Stato della Florida, poiché venne appurato che trasportava, a sua insaputa, un carico di droga per conto del padre che tentava di sfruttarlo. Nel centesimo episodio di American Dad, settima serie episodio uno, Pugni, pupe e pecunie, Jeff convolerà a nozze con Hayley Smith, dopodiché scomparirà con la moglie dalla serie, per riapparire nel sesto episodio della settima serie, Eredità contesa, quando con Hayley salverà la famiglia Smith dal fratellastro indiano di Stan.
Stan però faticherà ad accettare Jeff nella famiglia fino a quando Jeff non gli salverà la vita nell'episodio, Per chi suona il sonaglino, dove Babbo Natale, infuriato con gli Smith perché da loro quasi ucciso, tenterà di ucciderli tutti scatenando un esercito di elfi. Più recentemente Jeff scoprirà che Roger è un alieno, e, non sapendo mantenere un segreto spiffererà tutto; Stan, quindi, per proteggere la famiglia, dovrà decidere se uccidere Jeff o Roger. Alla fine, Roger deciderà di tornare al suo pianeta d'origine, ma al momento di raggiungere i suoi simili arrivati a prenderlo, abbraccerà Jeff e lo butterà nel risucchiatore della navicella. Hayley, tenterà di far ritornare Jeff, ma non ci riuscirà, e si rassegnerà al fatto di aver perso il marito, e non smetterà più di odiare il padre e l'alieno che lo hanno fatto scomparire. Nell'episodio Perduto nello spazio lo si vede scappare da una specie di supermercato del pianeta di Roger e tornare sulla terra, salvo poi scoprire che ci sono 47.000 pianeti che si chiamano Terra, e, non sapendo quale sia quello giusto, inizia a vagare per cercare di tornare a casa. Jeff si mette in contatto con Hayley attraverso una radio-trasmittente, e le chiede di aspettarlo, poi il ragazzo trova un corridoio spazio-temporale, e ritorna sulla Terra, per poi scoprire che sono passati tantissimi anni da quando è stato rapito dagli alieni, Hayley è diventata ormai vecchia, e ha aspettato suo marito per tutto questo tempo, salvo però non vivere a pieno la sua vita durante l'attesa; Jeff, sentendosi in colpa, riparte con la navicella e attraversa nuovamente il corridoio spazio-temporale tornando nella sua epoca, poi si mette nuovamente in contatto con Hayley dicendole di non aspettarlo più perché quasi sicuramente non tornerà sulla Terra, dicendole che ora è libera di vivere la sua vita, senza sentirsi in dovere di aspettarlo. Nella tredicesima puntata della dodicesima stagione si viene a sapere che Jeff è morto, ucciso da alieni che hanno estratto da lui le informazioni necessarie sulla Terra. Tuttavia l'alieno che era stato inviato sulla terra sotto le sembianze di Jeff per spiare i terrestri, colpito dalla generosità di Stan, soprattutto dallo yogurt-gelato con gli smarties, commosso dal dolore di Hayley si sacrificherà affinché il cervello di Jeff, che era stato conservato intatto, possa essere impiantato nel corpo del clone riportando così Jeff in vita.
È doppiato nella versione originale dall'omonimo Jeff Fischer, mentre in italiano da Nanni Baldini.

### Henry Fischer
È il padre di Jeff e vive in una fattoria del Nord Carolina. Henry è in realtà implicato nello spaccio di droga e sarà tratto in arresto dal Dipartimento di Polizia della Città di Boca Raton (Florida). I rapporti col figlio Jeff sono carenti d'affetto, tanto da portare il figlio ad elevare a figura paterna lo zio Frank. Henry ha tentato anche di far arrestare suo figlio affinché questi potesse incassare la taglia su Jeff.

## CIA

### Avery Bullock
Vice Direttore della CIA, è il capo di Stan. Ha 58 anni, e sebbene sia significativamente meno paranoico e di solito più competente di lui, è nervoso quanto Stan e, il più delle volte, non è meno morale nelle sue azioni e autorità. È anche il consumatore di molte droghe ricreative. È sposato, ma sua moglie Miriam venne ammanettata ad un radiatore a Falluja, e, dato che "non negozia con i terroristi", non ha mai accettato di pagarne il riscatto. Nonostante ciò nell'episodio "Bullock contro Stan" ha una relazione con Hayley, e in tal modo, Stan riuscirà ad avere la promozione di Vice Vice Direttore della CIA. Proverà ad avere altre donne, con l'aiuto di Stan e Francine, ma tutte le sue relazioni finiranno male. Quando Stan decide di recarsi Falluja a liberare la moglie Miriam, la ritrova completamente pazza e convertita alla fede islamica. In qualità di Vice Direttore della CIA. esercita un certo fascino nei confronti dei sottoposti che fanno di tutto per ben apparire ai suoi occhi; questo spinge Francine ad essere invidiosa di tutte le attenzioni che suo marito riserva al suo capo anziché a lei. Bullock, talvolta, comanderà a Stan l'esecuzione di compiti degradanti. Ė ossessionato dall'idea che qualcuno gli voglia rubare il suo "sandwich speciale", del quale custodisce gelosamente la ricetta, tanto che arriva a minacciare con la pistola chiunque osi solo pensare di toccarlo. Il suo personaggio è un omaggio all'attore Patrick Stewart, che lo doppia in originale, che interpreta il personaggio di Jean-Luc Picard nella serie Star Trek: The Next Generation. Nella terza puntata della quarta stagione infatti Bullock si rivolge a Stan chiamandolo "numero uno", epiteto con cui il capitano Picard si rivolge al suo secondo William Riker; entrambi assumono ruoli di comando, e la somiglianza, inoltre, è evidente.
In italiano è doppiato da Sergio Tedesco nelle prime sei stagioni e da Saverio Indrio dalla settima stagione in poi.

### Miriam Bullock
Moglie di Avery Bullock, viene rapita e imprigionata per tre anni a Falluja. Viene liberata da Stan quando ormai è diventata completamente pazza e di fede islamica. Rinsavisce quando vede Sanjen "A.J." Bullock, che, essendo stato adottato dal marito, è legalmente suo figlio. Verrà poi uccisa con un machete, durante la sua festa di compleanno, dall'alter ego sadico di Roger, Ricky lo Spagnolo.

### Sanjen "A.J." Bullock
Figlio adottivo di Avery Bullock, portato in America da Francine che precedentemente ne aveva preso la custodia in quanto convinta da Stan di essere la responsabile dell'omicidio della sua migliore amica Melinda, in realtà compiuto, erroneamente, da Bullock. Quando Francine realizzerà di non essere la responsabile dell'omicidio, unitamente a Stan, donerà Sanjen ad Avery Bullock sperando che questi riesca a colmare la sua solitudine.

### Jackson
È uno dei colleghi di Stan presso la sede centrale della CIA con un passato da ex omosessuale nonché ex agente immobiliare. Apparentemente, nel momento in cui Jackson smise di vendere appartamenti, la sua omosessualità ebbe termine. Nonostante ciò, qualcosa suggerisce che Jackson non si sia mai "convertito", e che anzi, possa essere transessuale. Inoltre quando gli fu domandato se lo avesse mai fatto con una Sirena, egli risponde di no. È spesso ritratto con qualcosa in mano, generalmente una tazza di caffè.

### Dick Reynolds
Collega di lavoro di Stan, Dick Reynolds è un personaggio che a causa della miglior retribuzione del lavoro di sua moglie Sheila, con la quale successivamente divorzierà, finisce per accusare la perdita parziale della propria mascolinità. Reynolds ha un figlio con una mano spaventosamente grande. Dick è, altresì, proprietario di un cane di nome Biscotto. È continuamente preso in giro dai colleghi, in particolare da Bullock che lo rende vittima di crudeli scherzi, per il suo nome che, in inglese, significa letteralmente "cazzo" o "pisellino".

### Sanders
È l'ennesimo collega di lavoro di Stan. Prende spesso parte alle riunioni di lavoro con Bullock e Stan. È solito uscire con Jackson e Dick Reynolds. Secondo una sua affermazione, una volta ha ucciso un panda.

### Duper
È il rivale di Stan che lo batte sempre in ogni cosa. Stan lo odia profondamente e usa ogni tipo di mezzo per screditarlo, farlo retrocedere di ruolo nella CIA e prendere il suo posto facendo notare i suoi difetti a Bullock. Il primo successo dell'Agente Duper nei confronti di Stan è avvenuto durante la simulazione di un "cambio di regime", poiché non si limita a completare l'esercitazione in un lasso di tempo inferiore a quello di Stan, ma pronuncia anche una frase ad effetto che il Vice Direttore Bullock finirà per apprezzare maggiormente rispetto a quella di Stan. Tra i suoi altri successi si annovera il merito di aver disinnescato una bomba piazzata da Stan nell'ufficio di Bullock affinché questi notasse la bravura ed il coraggio di Stan, ma poiché quest'ultimo rompe erroneamente i suoi occhiali da vista che avrebbero reso possibile la lettura delle istruzioni per il disinnesco della bomba, Duper interviene disinnescando l'ordigno. Successivamente perirà a causa dell'incidente di un autobus e verrà sostituito da un suo clone.

### Bill
Bill è il sosia di Stan fornitogli dalla CIA Stan lo usa, oltre che per le missioni, per sostituirlo per le cose che non vuole fare, come fa Carl Crushman nella serie canadese Carl Squared, o nei posti dove non vuole andare, come i corsi di cucina o il battesimo di Steve. Curiosamente nella versione in onda negli U.S.A., Bill è doppiato con la stessa voce di Stan, ma con un accento meridionale tipico degli Stati federati del Sud. Nella puntata, È bello essere la reginetta, Francine gli spara nelle ginocchia. In un episodio, Bill ha una relazione con Hayley, ma ad insaputa di quest'ultima e di Stan, egli prova, invano, ad andare a letto con Francine. Quando Stan lo scopre, lo getta dalla finestra della camera da letto e gli intima di star lontano dalla sua famiglia.

### Reginaldo
Reginaldo (nella serie originale Reginald) esattamente come Klaus Heissler, è un koala con il cervello di un essere umano. Originariamente Reginald era un senzatetto afro-americano, che, trovandosi in difficoltà economiche e non riuscendo a garantirsi un pasto, leggendo un giornale apprende che la CIA offre un pasto gratuito. Reginald accetta, ma al primo morso egli viene costretto a sottoporsi all'operazione che trasferirà le sue facoltà mentali nel corpo di un koala. Nell'episodio, Moglie di riserva, è dimostrato come egli partecipi a missioni pericolose. Nella stessa puntata Reginald tenta di sedurre, senza successo, Hayley mentre si trovavano nella piscina di casa Smith. Doppiato in italiano da Stefano Mondini.

### Jim
Jim è un agente della CIA apparso nella puntata, Moglie di riserva. Stupisce Stan per il suo "saperci fare" con le donne. Infatti, grazie a una breve sequenza di ballo, e a un particolare sguardo rivolto alle donne, riesce a farle cadere ai suoi piedi. È stato unitamente a Stan in stato di prigionia in America Latina. Quando Stan, unitamente a Jim, riesce a liberarsi e ritorna a casa, rivela a Francine di avere "Meg", quale sorta di "moglie di riserva", ovvero il dentista di famiglia, allora Francine, per far ingelosire Stan, individua in Jim il suo "marito di riserva". Successivamente Jim si innamorerà di Francine e attenterà alla vita di Stan, facendolo cadere dall'aereo e combattendo contro di lui, ma verrà, probabilmente, ucciso da Meg con un colpo di fucile.

## Famiglia Corbin-Bates

### Greg Corbin
Greg è il conduttore della rete televisiva W-ANG-TV. Abita col suo compagno Terry Bates, con il quale conduce il telegiornale ed altri programmi televisivi, in una casa vicino a quella degli Smith. Greg è un omosessuale appartenente al gruppo politico che fa capo al Partito Repubblicano statunitense. Viene presentato come un personaggio molto sofisticato dal punto di vista culturale, tanto che a un certo punto Stan lo ha scelto al posto di Francine come suo ospite per partecipare alla festa di alto livello di Avery Bullock. Lui e il suo compagno Terry hanno una figlia, di nome Libby, da Francine attraverso la tecnica della surrogazione. Prima della nascita di Libby, Greg era in preda al panico, mettendo in dubbio la sua capacità e disponibilità a diventare padre, ma ama immediatamente Libby dopo averla abbracciata per la prima volta. È la parte attiva nella relazione sua e di Terry e una volta è stato coinvolto in un matrimonio eterosessuale, durante un periodo di tempo in cui era "confuso" e credeva di essere eterosessuale. Viene doppiato da Seth MacFarlane in originale, mentre in italiano da Roberto Draghetti fino alla stagione 16. A partire dalla stagione 17, dopo la scomparsa di Roberto Draghetti, è doppiato da Stefano Brusa.

### Terry Bates
Terry è il compagno di Greg Corbin, nonché co-conduttore della rete televisiva W-ANG-TV. A differenza di Greg, Terry aderisce alle idee del Partito Democratico statunitense. Una volta è uscito per una notte con Stan quando questi ha tentato erroneamente di "diventare gay" per scelta, anche se si fermano prima di fare sesso quando Stan si rende conto che non può scegliere di essere gay. Insieme a Greg decide di fare una bambina di nome Liberty Belle attraverso la tecnica della surrogazione da Francine. Terry alla fine lascia Greg per seguire i 311 in tour. La rimozione di Terry dalla serie è dovuta all'abbandono di Mike Barker, suo doppiatore, a causa di divergenze creative.

### Liberty Belle Corbin-Bates
Figlia di Greg Corbin e Terry Bates concepita mediante l'ovodonazione e la partecipazione di Francine Smith. Poco dopo la sua nascita, Stan l'ha rapita perché credeva che le coppie gay non dovessero essere autorizzate a crescere figli; hanno quasi raggiunto il Nebraska ma Stan è stato infine convinto a restituirla a Greg e Terry. Stan l'aveva chiamata cosi in onore della Campana della Libertà e, per ragioni inspiegabili, i suoi padri hanno mantenuto il nome, ma gli hanno impedito di rivedere Libby per le sue azioni. Si dice in un episodio successivo che Francine sia stata nominata la madrina di Libby, probabilmente a causa della gratitudine di Greg e Terry per aver partorito Libby tramite maternità surrogata.

### Tank Bates
È il padre di Terry, e anche ex giocatore di football americano. Quando Tank visita suo figlio, Terry finge che Francine sia la sua fidanzata e Liberty Belle la loro figlia illegittima nonché Stan e Greg una coppia di omosessuali. Quando Tank scopre l'inganno, ripudia suo figlio Terry. Successivamente Terry darà a suo padre l'opportunità di scegliere di entrare a far parte della famiglia, riconoscendo il suo rapporto con Greg o di andarsene. Tank deciderà proprio di andarsene e continuare a ripudiare suo figlio Terry.

### Heath Ledger
È il Bulldog francese, che porta il nome del celebre attore, di proprietà di Greg e Terry. Si presume il nome sia stato scelto per il ruolo che Heath Ledger ricopriva in I segreti di Brokeback Mountain, quello del cow-boy omosessuale.

## Pearl Bailey High School

### Preside Lewis
Il Preside Lewis è il funzionario responsabile della Pearl Bailey High School ed anche un pericoloso psicopatico, spesso impegnato in losche attività. È un membro degli "Illuminoci", un'organizzazione segreta che ruota attorno al presunto complotto sul segreto dell'invenzione del burro di arachidi americano. Quando in una puntata riferisce a Steve di aver scoperto delle sostanze stupefacenti nel suo armadietto, mostra di aver una notevole cultura sulle droghe. Afferma, altresì, che il signore della droga, un tale Estebán Montilla è tornato in attività, per cui chiede a Steve di riferirgli che "El Lobo Negrón" ("Il Lupo Nero"), gli manda i suoi saluti. Lewis è il padre di Janet, che tuttavia a suo dire gli arreca profonda vergogna; ragione per la quale egli ha sempre evitato di far notare il rapporto di parentela con la figlia. È altrimenti solito tenere una banconota da 500$ in vista affinché gli studenti credano che sia ricco mentre invece vive in una disgustosa villa messa a soqquadro. Ha una complicità con Steve, infatti in alcune occasioni dimostrano di essere amici. Doppiato in originale da Kevin Michael Richardson, e italiano da Alessandro Ballico.

### Schmuley "Snot"[4]Lonstein
Noto come "Snot", è l'amico ebreo, con baffi ed acne sul volto, di Steve. È in grado di parlare la lingua Klingon nonché di leggere Quenya. I suoi genitori sono talmente poveri da non potersi permettere le spese per un Bar mitzvah decente al punto che questi sarà offerto da Steve. Esattamente come Steve, è attratto anche da donne anziane. Snot sembra il membro meno eccentrico del gruppo di amici di Steve. Molti membri della sua famiglia sono stati vittime di omicidi e tentati omicidi. Doppiato in italiano da Simone Crisari (st.1) e da Gabriele Sisci (st.2+).

### Barry Robinson
Barry è un amico di Steve Smith. Ha i capelli rossi, una voce stridula, obeso, ed indossa sempre una t-shirt bianca abbinata a pantaloncini verdi ed è diabetico. Non appare particolarmente sveglio e ha spesso comportamenti infantili, per esempio ha il pianto facile, ma questa sua caratteristica è dovuta a un medicinale che Barry deve assumere ogni giorno per bloccare la sua innata indole criminale. Nella puntata intitolata, Con gli amici di Steve, Barry diventa il pupillo di Stan e va a vivere a casa Smith: una volta finite le pastiglie, Barry rivelerà la sua vera natura di folle perverso dal carattere dominante, a cui si associa anche una voce dal tono basso e profondo. Barry è tremendamente odiato da Stan Smith; ogni volta che lo vede lo insulta rifiutandosi di farlo entrare in casa sua. Il disprezzo di Stan per Barry è così grande da essere arrivato a minacciarlo con la sua pistola e sparargli nel caso non fosse stato zitto. Doppiato in italiano da Luca Giliberto (st.1-13) e da Stefano Broccoletti (st.14+).

### Toshi Yoshida
Toshi Yoshida (吉田慧?, Yoshida Toshi) è l'amico giapponese di Steve. Comprende perfettamente la lingua inglese, ma non sa parlarla. Molto spesso i suoi amici non comprendono quello che dice cambiando o confondendo le sue parole. Come Steve è molto intelligente, infatti in una puntata riesce ad apprendere il russo in un giorno, solo per sposarsi con una russa che lo attraeva. È apparentemente l'unica persona al di fuori della famiglia Smith ad essere consapevole del fatto che Roger sia un alieno. Toshi sembra la caricatura del giapponese medio presente nei film statunitensi di guerra: è crudele, sostiene di aver ucciso in passato sia per onore sia per piacere, nonché anti-americano, e afferma che il prossimo secolo sarà dominato dal Popolo Giapponese. Toshi ha una sorella, Akiko, che spesso funge da interprete; ella infatti si esprime correttamente in inglese. Spesso Toshi ha dimostrato disprezzo verso Steve poiché per le sue male interpretazioni di quello che dice lo fa finire nei guai. Spesso Toshi brama di vendicarsi nei suoi confronti, come quanto Steve si infatuò di sua sorella, e lui, si preparò ad ucciderlo con una spada da samurai. Steve, tuttavia, riuscì a farlo ragionare facendogli capire che era troppo protettivo, verso sua sorella e che anche lei stava crescendo, e che avrebbe avuto una sua vita. Toshi comprese che Steve aveva ragione e decise infine di fermarsi. In un altro episodio, Steve credendo di essere un lupo mannaro chiede ai suoi amici di ucciderlo con una pistola caricata con un proiettile d'argento. Toshi ammette che gli stava offrendo una delle cose che più desiderava. Più avanti in un episodio, Steve comprende di avere sempre frainteso le parole di Toshi e per questo gli ha causato un sacco di problemi, chiedendogli infine scusa per tutto ciò che gli ha fatto. Toshi dopo questo sembra accettare di più Steve, cementificando così la loro amicizia. I genitori di Toshi, nella versione originale, hanno un normale accento americano, infatti la stessa madre di Toshi si stupisce del fatto che quest'ultimo sia l'unico in famiglia a parlare giapponese. Tuttavia, per qualche motivo strano e ignoto, nella versione italiana i genitori di Toshi parlano con un forte accento asiatico. Doppiato da Daisuke Suzuki.

### Akiko Yoshida
Akiko Yoshida (吉田暁子 Yoshida Akiko) è la sorella di Toshi. A differenza di suo fratello, si esprime correttamente in inglese e, talvolta, si presta quale interprete del fratello. Nella puntata, Il wurstel del malcontento, ha fatto parte della commissione arbitrale nella competizione tra Steve e Toshi. È l'unico personaggio della serie che mostra un certo invecchiamento con il passare del tempo. Nella settima stagione Steve si innamorerà di lei, anche se in precedenza aveva già mostrato segni di "apprezzamento", ma verrà snobbato per un bambino di nove anni, cosa che lo ferirà profondamente. Sarà nell'ottava stagione che i due finalmente si avvicineranno, nonostante l'opposizione delle rispettive madri in competizione tra loro, e si scambieranno un bacio appassionato, il che fa presagire un loro possibile fidanzamento in futuro.Doppiata in Italiano da Germana Savo

### Debbie Hyman
Ex fidanzata di Steve, sovrappeso ed amante del "macabro" e delle armi. Quando Stan scopre che suo figlio esce con una ragazza sovrappeso, rimane disgustato e finisce per diventare vittima dell'anoressia. Steve romperà temporaneamente con Debbie poiché preoccupato per le condizioni di salute del padre. Romperà con lei definitivamente nella puntata “Dacci un taglio Stan” della terza stagione, mentre in un altro episodio, Debbie lo lascia perché vede Steve ancora immaturo. Doppiata in italiano da Domitilla D'Amico.

### Lisa Silver
Lisa è la tipica, "ragazza popolare". Responsabile delle cheerleader della Pearl Bailey High School. Finge un rapporto di fidanzamento con Steve, nel momento in cui questi viene eletto quale Presidente del Consiglio Studentesco. Poiché Stan scopre che Lisa ferisce i sentimenti del figlio, decide di espellere dal Paese la famiglia Silver. Nell'episodio, 1.600 candeline, Lisa accetterà l'invito di andare al ballo della scuola insieme a Steve e in un episodio Steve le fa venire un herpes.

### Lindsey Coolidge
È una ragazza sulla quale Steve non smette mai di tentare di lasciare una buona impressione. Nella sua prima apparizione ella afferma che Steve è più interessante di quanto credesse, tuttavia, poiché scopre che Roger è un alieno, i suoi ricordi saranno cancellati grazie all'intervento di Stan e delle apparecchiature speciali della CIA. Successivamente Lindsey rivela di nutrire un notevole interesse sia per i ragazzi che si dedicano a comportamenti rischiosi, sia per quelli che suonano il violoncello.

## Intorno ai vicini

### Linda Memari
Vicina di casa degli Smith che, acausa delle sue origini iraniane, viene accusata da Stan di essere una terrorista, tanto da rinchiuderla nel suo giardino insieme al marito Bob Memari e di tentare, senza alcun successo, delle torture per spingerli a confessare. Lesbica probabilmente repressa e innamorata segretamente di Francine. Non è mai riuscita a confessaglielo, anche se in una puntata Linda bacia Francine, ma quest'ultima non crede sia un vero bacio. Nella sedicesima stagione, Roger afferma che Linda è morta.

### Bob Memari
Marito di Linda Memari. Iraniano come la moglie, viene accusato anche lui di terrorismo da Stan. In una puntata appare quasi rassegnato del fatto che la moglie non sia realmente attratta da lui, chiedendo se può almeno guardare il rapporto tra lei e Francine.

### Chuck White
Stereotipo del perfetto americano, costantemente in competizione con Stan. Chuck abusa di sua figlia, Betsy, costringendola a fare ginnastica e tenendola lontana dai ragazzi perché crede che la metteranno incinta. Termina ogni frase con una risata beffarda, tuttavia, sembra non avere alcun controllo su di esso e sembra sempre ridere anche quando è arrabbiato o depresso. Fin dalla sua prima apparizione, tuttavia, la vita di Chuck è andata lentamente a pezzi: Betsy è stata accidentalmente impregnata del figlio di Roger e di conseguenza ha perso l'occasione per andare alle Olimpiadi, e sua moglie è stata svergognata dal giornale locale per aver fumato cannabis ed è nota per essere apertamente promiscua.

### Kristy White
Fortunella e perfettina come il marito, acerrima rivale di Francine.

### Sergej Kruglov[7]
Anche detto il Lupo di Leningrado, era una spia del K.G.B. e nemico mortale di Stan. Ora vive negli Stati Uniti, ed è vicino di casa della famiglia Smith. Appare nell'episodio, Cielo Ottobre rosso, della terza serie, dove tenta di trasformare Steve in comunista per vendetta personale contro Stan e contro il sistema capitalista. È presente anche nella puntata, Fantasma del Telethon, nella veste di ammaestratore di orsi da circo.

### Buckle
Un uomo di montagna che gli Smith incontrano quando Stan pensò che una simulazione da guerra nucleare fosse reale. Buckle li segue di nascosto a casa per cercare di rapire e sposare Hayley. Gli Smith escogitano un piano per distrarlo da Hayley e liberare Roger da un falso matrimonio per ottenere un nuovo frullatore sistemando Buckle con la sposa designata di Roger, Sharri Rothberg, che continua a infastidirlo. Successivamente, i due si trasferiscono nel quartiere degli Smith. In passato lavorava come realizzatore di effetti speciali per la Disney, ma è stato licenziato perché i suoi progetti erano stati considerati troppo spaventosi.

### Padre Donovan
Padre della chiesa episcopale di Langley Falls. Nonostante il suo lavoro, è ateo, ed ha una conoscenza molto scarsa della Bibbia. È estremamente annoiato e pieno di risentimento per il suo lavoro e la sua fede, preferendo andare a pescare la domenica, e di conseguenza, passa molto tempo lontano dalla sua comunità. Donovan ottiene tutte le informazioni per gli elogi dalle patenti di guida e non si limita a fare sesso con donne sposate della sua congregazione (anche se è particolarmente attratto da Francine).

### Barbara "Barb" Hanson
Barbara Hanson lavora per una società immobiliare. Viene rapita da Stan quando Francine rivela che vuole diventare un agente immobiliare nelle'episodio, Livelli di rischio. Viene inviata a Guantanamo Bay, dove due detenuti minacciano di tagliagli la mano dopo che lei sottrae il loro tovagliolo.
Il capitano Monty è accoppiato a Barbara Hanson nell'episodio, Roger e Ionello show televisivo, Best Buddiez! Entrambi, al posto delle mani hanno degli uncini. Più tardi, lei riappare quale Ausiliaria del Traffico. Bruno e il resto del Tex Mex e del cast sembrano eseguire una coreografia con il capitano Monty Barbara Hanson nell'episodio, Phantom of the Telethon. Recita un cameo in una scena dell'episodio, 100 dC, ed appare anche al di fuori del Cirque du Soleil Moon Frye nel corso dell'episodio, Stanny-Boy Frantastic. Barbara è doppiata in originale da Rachael MacFarlane.